# 幻のドードーを探せ (白黒作品)
幻のドードーを探せ（Porky in Wackyland）は、1938年9月24日に公開されたアメリカ合衆国の映画会社のワーナー・ブラザースの短編アニメシリーズ「ルーニー・テューンズ」の作品である。こちらはロバート・クランペットが監督を務めている。
1949年には『幻のドードーを探せ』（Dough for the Do-Do）が公開された。
主演はポーキー・ピッグ、声の担当はメル・ブランク。
この作品は、1994年にThe 50 Greatest Cartoonsで8位に選ばれ、2000年にはアメリカ国立フィルム登録簿に保存されている。

## ストーリー
ポーキーは、ドードーを探しにアフリカのへんてこランドへ行き、ドードーの情報についての看板を見つける。ポーキーに看板のことを尋ねられた案内役は14本の指で居所を示した後、トンネルを出してドードーのいるところへ誘導する。
ポーキーはドードーに「君は最後のドードー？」と尋ねらる。ドードーが肯定したため、ポーキーはドードーを捕まえようとするが逃げられてしまう。
そして、ポーキーは『号外！ポーキーが最後のドードーを見つけた！』という偽情報を流してドードーを捕らえる。ところが、ドードーは自分が最後のドードーではないと言い出し、大勢の仲間を呼び出す。

## 1938年版と1949年版との違い
- へんてこランドのシーンの多くは、殆ど同じ。シーンは同じでも1949年版では場面の配置が逆にだったり色々と異なっている。また、一部のキャラクターが削除されている(傘を持つ金魚、天井を歩くキャラクターなど)。
- 文字の書体は一部を除き、リメイク版で変更されている。
- 1949年版では『号外！号外！(EXTRA! EXTRA!)』のシーンと、ポーキーが視聴者に向けて『ドードーを捕まえに行くんだ』というシーンはカットされた。
- 新聞の内容の一部が1949年版では4000が4.000になっており、DARKEST AFRICA?の"?"が無くなっていることがわかる。
- 怪物が木を壊す場面が、1949年版では壊さないことになっている。
- ポーキーが人に向けて指をさしているところは、1949年版では見られない。
- 青い囚人が殴られる場面は1938年版のみ。
- くっついた猫と犬が暴れまわるシーンもオリジナル版のみ。
- オリジナル版にはなかった輪ゴムが、リメイク版で登場している。
- 3つ頭の人の3つ目の頭が、1938年版では黒髪、1949年版では金髪になっている。
- 案内役が立っているところの背景が1938年版と1949年版で異なっている。
- 1949年版では、案内役の目の回転度が変更されている。
- 1938年版では、水道に落ちるシーンがある。1949年版では案内役が絵を回してポーキーが落ちるシーンを視聴者に見せていた。
- 1938年版ではストーリーで述べている通り、ポーキーが涙を流している。リメイク版では笑っているが、雲の上のドードーが、パラシュート付きのレンガを落とした。
- ここから1938年版と1949年版では順序が異なり、1938年版ではポーキーが号外を伝える人に変装し、1949年版ではポーキーがドードーの変装をすることになっている。
- オリジナルではドードーが捕まって仲間を呼び出す時、多くの数のドードーがいたが、リメイク版ではポーキーがドードーを連れ去った際、出現したドードーは8匹に減らされ、ドードーが絶滅していなかったことも知られる事なく終わっている。